# Dampvalley-Saint-Pancras
Dampvalley-Saint-Pancras ist eine Gemeinde im französischen Département Haute-Saône in der Region Bourgogne-Franche-Comté.

## Geographie
Dampvalley-Saint-Pancras liegt auf einer Höhe von 242 m über dem Meeresspiegel, sieben Kilometer nordwestlich von Saint-Loup-sur-Semouse und etwa 32 Kilometer nördlich der Stadt Vesoul (Luftlinie). Das Dorf erstreckt sich im äußersten Norden des Departements, in der Talmulde des Dorgeon, am Rand des Plateaus La Vôge.
Die Fläche des 4,65 km² großen Gemeindegebiets umfasst einen Abschnitt in der leicht gewellten Landschaft am Rand der Vôge. Von Nordwesten nach Südosten wird das Gebiet von der Talniederung des Dorgeon durchquert, der für die Entwässerung über die Lanterne zur Saône sorgt. Die Talebene liegt durchschnittlich auf 240 m und weist eine Breite von rund 500 Metern auf. Flankiert wird die Talniederung auf beiden Seiten von einem Plateau, das durch die Mulden kurzer Seitentälchen des Dorgeon untergliedert ist. Nach Südwesten reicht der Gemeindeboden über die Höhe von La Levue bis ins Quellgebiet des Baches Chanois. Landwirtschaftliche Nutzung herrscht hier vor. Nördlich des Dorgeon steigt das Plateau langsam an zu den bewaldeten Höhen des Grand Bois. Hier wird mit 325 m die höchste Erhebung von Dampvalley-Saint-Pancras erreicht. Die östliche Abgrenzung bildet dabei abschnittsweise das Tälchen des Ruisseau du Pont Mirot.
In geologisch-tektonischer Hinsicht besteht der südliche Teil des Gemeindegebietes aus Muschelkalk der mittleren Trias. Nördlich daran schließt eine schmale Zone mit sandig-mergeligen und kalkigen Sedimenten an, die während der Lias (Unterjura) abgelagert wurden. Weiter im Norden tritt auch Buntsandstein der Untertrias zutage.
Nachbargemeinden von Dampvalley-Saint-Pancras sind Fontenoy-le-Château im Norden, Cuve im Osten, Anjeux und Girefontaine im Süden sowie Betoncourt-Saint-Pancras im Westen.

## Geschichte
Erstmals urkundlich erwähnt wird Dampvalley im Jahr 1177. Im Mittelalter gehörte das Dorf zur Freigrafschaft Burgund und darin zum Gebiet des Bailliage d’Amont. Die lokale Herrschaft hatte das Priorat Saint-Pancrace in Fontaine-lès-Luxeuil inne. Daneben gab es aber auch noch eine weltliche Herrschaft, die im 17. und 18. Jahrhundert im Besitz der Adelsfamilie Courtaillon war. Zusammen mit der Franche-Comté gelangte der Ort mit dem Frieden von Nimwegen 1678 definitiv an Frankreich.

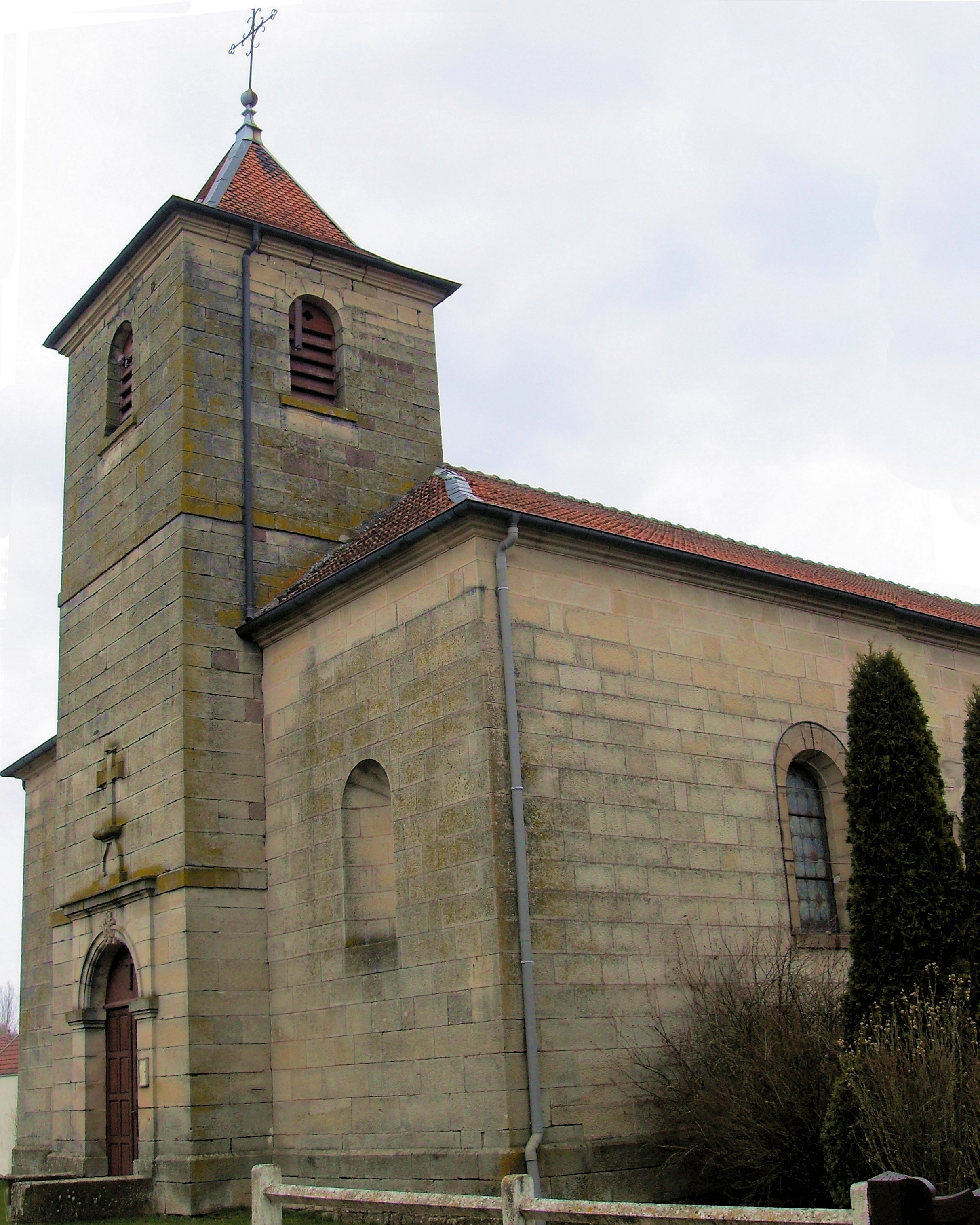
Kirche Saint-Étienne

## Sehenswürdigkeiten
Die Kirche Saint-Étienne wurde 1776 erbaut und 1842 restauriert. Zur Ausstattung gehören Mobiliar und Gemälde aus dem 18. Jahrhundert, ein Hauptaltar im Stil Louis-seize und eine silberne Monstranz (18. Jahrhundert). Aus dem 18. Jahrhundert stammt der Herrschaftssitz der Courtaillon. Zu den weiteren Sehenswürdigkeiten zählen ein Brunnen und das Kreuz des Heiligen Stephan (18. Jahrhundert).

## Bevölkerung
| Jahr                       | 1962 | 1968 | 1975 | 1982 | 1990 | 1999 | 2006 |
| Einwohner                  | 38   | 54   | 43   | 40   | 29   | 33   | 44   |
| Quellen: Cassini und INSEE |      |      |      |      |      |      |      |

Mit 45 Einwohnern (1. Januar 2022) gehört Dampvalley-Saint-Pancras zu den kleinsten Gemeinden des Département Haute-Saône. Nachdem die Einwohnerzahl in der ersten Hälfte des 20. Jahrhunderts deutlich abgenommen hatte (1906 wurden noch 100 Personen gezählt), wurde seit Beginn der 1990er Jahre wieder ein leichtes Bevölkerungswachstum verzeichnet.

## Wirtschaft und Infrastruktur
Dampvalley-Saint-Pancras ist noch heute ein vorwiegend durch die Landwirtschaft (Ackerbau, Weinbau und Viehzucht) und die Forstwirtschaft geprägtes Dorf. Außerhalb des primären Sektors gibt es nur wenige Arbeitsplätze im Ort. Einige Erwerbstätige sind deshalb Wegpendler, die in den größeren Ortschaften der Umgebung ihrer Arbeit nachgehen.
Die Ortschaft liegt abseits der größeren Durchgangsachsen, ist aber von der Hauptstraße D417, die von Luxeuil-les-Bains nach Bourbonne-les-Bains führt, leicht erreichbar. Weitere Straßenverbindungen bestehen mit Betoncourt-Saint-Pancras und Cuve.